# Pistolet Harrington & Richardson .32
Harrington & Richardson .32 – amerykański pistolet samopowtarzalny produkowany na początku XX wieku.
Około 1910 roku firma Harrington & Richards Firearms rozpoczęła produkcję kilku typów pistoletów samopowtarzalnych wzorowanych na konstrukcjach brytyjskiej firmy Webley & Scott. Jednym z nich był H&R .32 wzorowany na pistolecie Webley & Scott .32 tego samego kalibru.
W odróżnieniu od pierwowzoru pistolet H&R .32 posiadał mechanizm uderzeniowy z kurkiem wewnętrznym (W&S posiadał kurek zewnętrzny) oraz bezpiecznik chwytowy. Zmieniono także kształt sprężyny powrotnej zastępując sprężynę w kształcie litery V umieszczoną za prawą okładką chwytu dwiema sprężynami spiralnymi w dolnej części zamka.
Pistolet H&R .32 był produkowany na cywilny rynek amerykański, ale popularności nie zdobył i jego produkcję zakończono na początku lat 20.

## Opis
H&R .32 był bronią samopowtarzalną. Zasada działania oparta na odrzucie zamka swobodnego. Mechanizm uderzeniowy kurkowy, z kurkiem wewnętrznym. Pistolet wyposażony był w bezpiecznik chwytowy.
H&R .32 był zasilany z wymiennego, jednorzędowego magazynka pudełkowego o pojemności 6 naboi, umieszczonego w chwycie.
Lufa gwintowana, posiadała sześć bruzd prawoskrętnych.
Przyrządy celownicze mechaniczne, stałe (muszka i szczerbinka).